# Lijst van spelers van Jagiellonia Białystok
Deze lijst bevat voetballers die bij de Poolse voetbalclub Jagiellonia Białystok spelen of gespeeld hebben. De namen zijn alfabetisch gerangschikt.

## A
- Ensar Arifović
- Robert Arzumanyan

## B
- Rafal Balecki
- Jacek Banaszynski
- Dariusz Bayer
- Jacek Bayer
- Łukasz Bogusławski
- Daniel Bogusz
- Filip Burkhardt
- Marcin Burkhardt

## C
- Miroslaw Car
- Jacek Chanko
- Mateusz Cieluch
- Marek Citko
- Bruno Coutinho
- Piotr Czaplinski
- Dariusz Czykier

## D
- Daniel
- Audrius Dilys
- Bartłomiej Dołubizna
- Bartłomiej Drągowski
- Mariusz Dzienis

## E
- Franck Essomba
- Everton
- Dino Eze

## F
- Jacek Falkowski
- Michał Fidziukiewicz
- Tomasz Frankowski

## G
- Vahan Gevorgyan
- Jaroslaw Gierejkiewicz
- Rafał Gikiewicz
- Jacek Glazik
- Mariusz Gogol
- Patryk Gondek
- Kamil Grosicki
- Bartlomiej Grzelak
- Rafał Grzyb
- Michael Guevara

## H
- Ľuboš Hanzel
- Hermes
- Neil Hlavaty
- Krzysztof Hus

## J
- Ariel Jakubowski
- Karol Janik
- Dariusz Jarecki
- Remigiusz Jezierski
- Piotr Józefiak
- Bartosz Jurkowski

## K
- Radosław Kałużny
- Adrian Karankiewicz
- Mladen Kašćelan
- Valdas Kasparavicius
- Tadas Kijanskas
- Piotr Klepczarek
- Wojciech Kobeszko
- Damir Kojašević
- Antoni Komendo-Borowski
- Adam Kompala
- Ernest Konon
- Marcin Kosmicki
- Krzysztof Krol
- Arkadiusz Kubik
- Lukasz Kubik
- Maciej Kudrycki
- Przemysław Kulig
- Tomasz Kupisz
- Aleksander Kwiek

## L
- Gustavo Lamos
- Dariusz Latka
- Jarosław Lato
- Piotr Lech
- Igor Lewczuk
- Mariusz Lisowski

## M
- Algis Mackevicius
- Maciej Majewski
- Maciej Makuszewski
- Marcin Manka
- Mariusz Marczak
- Jacek Markiewicz
- Szymon Matuszek
- Piotr Matys
- Maycon
- Tomasz Moskal

## N
- Adrian Napierała
- Lukasz Nawotczyński
- Ndabenkulu Ncube
- Bartolomiej Niedziela
- Andrzej Niewulis
- Alexis Norambuena
- Marek Nowacki
- Jaroslaw Nowicki
- Arvydas Novikovas

## O
- Andrzej Olszewski

## P
- Marcin Pacan
- Bartłomiej Pawłowski
- Jan Pawłowski
- Michał Pazdan
- Luka Pejović
- Tomas Pesir
- Piotr Petasz
- Madrin Piegzik
- Adam Piekutowski

## R
- Thiago Rangel
- Grzegorz Rasiak
- Marco Reich
- Michał Renusz
- Rodnei
- Bartosz Romanczuk
- Robert Rzeczycki

## S
- Grzegorz Sandomierski
- Dainius Saulenas
- Tales Schütz
- Ermin Seratlić
- El Mehdi Sidqy
- Andrius Skerla
- Alen Škoro
- Jakub Słowik
- Euzebiusz Smolarek
- Krzysztof Smoliński
- Remigiusz Sobocinski
- Pawel Sobolewski
- Radosław Sobolewski
- Viktor Sokol
- Tomasz Sokolowski
- Dawid Soldecki
- Vuk Sotirović
- Adam Stachowiak
- Kamil Stankiewicz
- Pavol Staňo
- Michał Steć
- Zenon Szalecki
- Grzegorz Szamotulski
- Robert Szczot
- Grzegorz Szeliga

## T
- Marcin Tarnowski
- Marcin Truszkowski
- Przemysław Trytko
- Michal Trzeciakiewicz
- Lukasz Tumicz
- Michal Twardowski
- Lukasz Tyczkowski

## V
- Konstantin Vassiljev

## W
- Tomasz Wałdoch
- Marek Wasiluk
- Marcin Wincel
- Janusz Wolanski

## Z
- Łukasz Załuska
- Lukasz Zaniewski
- Paweł Zawistowski
- Dzidoslaw Zuberek
- Iwo Zubrzycki